# Костіша (Хомоча, Вранча)
Костіша (рум. Costișa) — село у повіті Вранча в Румунії. Входить до складу комуни Хомоча.
Село розташоване на відстані 212 км на північний схід від Бухареста, 53 км на північ від Фокшан, 112 км на південь від Ясс, 105 км на північний захід від Галаца, 136 км на північний схід від Брашова.

## Населення
За даними перепису населення 2002 року у селі проживали 380 осіб, з них 379 осіб (99,7%) румунів. Рідною мовою 379 осіб (99,7%) назвали румунську.